# سالم عبد الله (لاعب كرة قدم مواليد 1986)
سالم عبد الله لاعب كرة قدم إماراتي من مواليد 5 يوليو 1986 العين.
لعب سابقا لنادي العين ولعب لنادي الوصل الإماراتي و لنادي الجزيرة ومنتخب الإمارات لكرة القدم برز في مركز الارتكاز يتميز بالطابع الهجومي ويلقب بأبو تريكة. حرز مع نادي العين العديد من البطولات.

## وصلات خارجية
- سالم عبد الله على موقع الاتحاد الدولي (مؤرشف)  (الإنجليزية)
- سالم عبد الله على موقع ناشيونال فوتبول تيمز (الإنجليزية)
- سالم عبد الله على موقع Soccerway.com (الإنجليزية)
- سالم عبد الله على موقع كووورة

- الموقع الرسمي لنادي العين
- صفحة النادي في موقع كورة